# Calycellina myriadea
Calycellina myriadea är en svampart som först beskrevs av Mouton, och fick sitt nu gällande namn av Huhtinen 1990. Calycellina myriadea ingår i släktet Calycellina och familjen Hyaloscyphaceae.   Inga underarter finns listade i Catalogue of Life.